# Alexandre Aygalenq
Alexandre Aygalenq (Agen, 24 marzo 1997) è un cestista francese.